# Modulatricidae
Modulatricidae — родина горобцеподібних птахів. Містить 3 види.

## Таксономія
Представників родини, зважаючи на морфологічні ознаки, відносили до мухоловкових, дроздових або тимелієвих. Проте, генетичний аналіз 2008 року показав, що ці птахи є базальними у надродині Passeroidea, а їхнім найближчим родичем є цукролюбові (Promeropidae). Тому три види виокремили у родину Arcanatoridae, яку згодом перейменували у Modulatricidae.

## Поширення
Modulatricidae поширені у тропічних та субропічних регіонах Африки. Мешкають у гірських дощових лісах.

## Види
- Рід Бура тимелія (Arcanator)
  - Тимелія бура (Arcanator orostruthus)
- Рід Какамега (Kakamega)
  - Какамега (Kakamega poilothorax)
- Рід Плямогорлець (Modulatrix)
  - Плямогорлець (Modulatrix stictigula)